# جک مورداک
جک مورداک (انگلیسی: Jack Murdoch; ۱۸ ژوئیهٔ ۱۹۰۸ – ۱۰ اکتبر ۱۹۴۴) قایقران روئینگ اهل کانادا بود.